# Kelby
Kelby är en by i civil parish Culverthorpe and Kelby, i distriktet North Kesteven, i grevskapet Lincolnshire, i England. Byn är belägen 10 km från Grantham. Kelby var en civil parish 1866–1931 när blev den en del av Culverthorpe and Kelby. Civil parish hade 61 invånare år 1921. Byn nämndes i Domedagsboken (Domesday Book) år 1086, och kallades då Chelebi/Chillebi.